# 루슬란 미르잘리예우
루슬란 마아리포비치 미르잘리예우(우크라이나어: Руслан Мааріфович Мірзалієв, 1977년 7월 22일~)는 우크라이나의 전직 유도 선수이다. 2000년 하계 올림픽 남자 엑스트라라이트급에 참가했고 유럽 선수권 대회에서 은메달 1개를 획득했다.